# Labello-Fall
Der Labello-Fall (Aktenzeichen 4 StR 147/96) ist ein bedeutender Fall der Rechtsprechung des Bundesgerichtshofes (BGH) in Strafsachen. Es geht dabei in erster Linie um die Frage, ob ein offensichtlich ungefährlicher Gegenstand ein sonstiges Werkzeug im Sinne des § 250 I Nr.1b) Strafgesetzbuches (StGB) sein kann. Dies wird im Ergebnis verneint.

## Sachverhalt (vereinfacht)
A begibt sich in eine Drogerie. Er drückt der Angestellten B einen Lippenpflegestift („Labello“) in den Rücken und versichert ihr glaubhaft, es handele sich dabei um den Lauf einer scharfen Schusswaffe. B ist derartig schockiert, dass sie den Inhalt der Kasse an  A übergibt.

## Rechtliche Problematik
Bei der Tat des A handelt es sich nach Ansicht des BGH, der den Raub von der räuberischen Erpressung nach dem äußeren Erscheinungsbild abgrenzt, unzweifelhaft um eine räuberische Erpressung gem. § 255 StGB. Fraglich ist, ob die Handlung auch den Tatbestand des § 250 I Nr. 1b) erfüllt und somit eine schwere räuberische Erpressung vorliegt. Dies ist in der Praxis insofern von Bedeutung, als eine räuberische Erpressung mit Freiheitsstrafe nicht unter einem Jahr, eine schwere räuberische Erpressung hingegen mit Freiheitsstrafe nicht unter drei Jahren bestraft wird. Um den Tatbestand des § 250 I Nr. 1b) zu erfüllen, müsste A „bei der Tat sonst ein Werkzeug oder Mittel bei sich geführt haben, um den Widerstand einer anderen Person durch Gewalt oder Drohung mit Gewalt zu verhindern oder zu überwinden“.

### Scheinwaffenproblematik
Problematisch ist insoweit, dass ein Lippenpflegestift objektiv ungefährlich ist, es sich hier also nicht tatsächlich um einen gefährlichen Gegenstand handelt, sondern eventuell um eine sogenannte Scheinwaffe. Unter § 250 I Nr. 1b) StGB fallen nach Wortlaut und Wille des Gesetzgebers gerade auch solche Gegenstände, die objektiv ungefährlich sind. Fraglich ist jedoch, ob ein Lippenstift als Scheinwaffe angesehen werden kann. Dafür spricht, dass es im Rahmen dieser Vorschrift gerade nicht auf eine objektive Gefährlichkeit ankommt. Zudem ist das Angstgefühl bei einem Opfer ebenso groß wie bei einer Bedrohung mit einer Plastikwaffe (die unstrittig eine Scheinwaffe darstellt).  Dagegen spricht jedoch, dass eine Plastikwaffe nach ihrem äußeren Erscheinungsbild den Eindruck erwecken kann, es handele sich bei ihr um eine echte Waffe, was bei einem Lippenstift fraglos nicht der Fall ist.

## Entscheidung des BGH
Bei einem erkennbar ungefährlichen Gegenstand wie einem Lippenpflegestift ist weniger die Beschaffenheit des Gegenstandes, sondern vielmehr die Täuschung des Täters entscheidend, beim Opfer ein Gefühl der Bedrohung auszulösen. Aus diesem Grund erscheint es sinnvoll, solche Gegenstände aus dem Anwendungsbereich des § 250 I Nr. 1b) herauszunehmen, um den Qualifikationstatbestand, der eine Mindeststrafe von drei Jahren hat, nicht zu extensiv auszulegen.

## Aktuelle Entscheidungen zu ähnlichen Problemen
- OLG Braunschweig, NJW 2002, 1735[2]
- NJW 2003, 1677[3]
- NStZ 2003, 569ff.
- BGH, Urt. v. 12.7.2017, Az. 2 StR 160/16 (LG Aachen) = NStZ 2017, 581
- BGH, Beschl. v. 28.03.2023, Az. 4 StR 61/23.[4]